# Banjar Masin (Baradatu)
Banjar Masin is een bestuurslaag in het regentschap Way Kanan van de provincie Lampung, Indonesië. Banjar Masin telt 751 inwoners (volkstelling 2010).